# Abdul Rashid Kardar
Abdul Rashid Kardar (häufig als A. R. Kardar; * 2. Oktober 1904 in Lahore; † 22. November 1989 in Bombay) war ein indischer Filmregisseur und Filmschauspieler des Hindi/Urdu-Films.

## Leben
Abdul Rashid Kardar zog 1922 nach Bombay und begann seine berufliche Laufbahn als Plakatmaler und Standbildfotograf bei der Kohinoor Film Company und der Sharda Film Company. Da es ihm nicht gelang, in Bombay als Schauspieler oder Regisseur Fuß zu fassen, kehrte er zurück nach Lahore, dem Zentrum der Filmindustrie des Punjab. Mit unbedeutenden Schauspieltätigkeiten und Regiearbeiten war er dort ab Ende der 1920er-Jahre bei kleinen Filmgesellschaften engagiert. Nach seiner Regie bei der Verfilmung des panjabischen Liebesepos Heer Ranjha (1932) ging er nach Kalkutta, wo er im Tonfilmstudio der East India Film Company bis 1936 als Hindi-Filmregisseur arbeitete.
Ende der 1930er-Jahre entstanden in Bombay seine erfolgreichen Filme Baghban (1938), Thokar (1939), Holi, Pagal und Pooja (jeweils 1940) bei Ranjit Movietone und den National Studios. Kardar kaufte die Gesellschaft CIRCO, mit der er 1941 die Premchand-Verfilmung Swami realisiert hatte, und gründete seine eigene Kardar Prod., dessen Erstveröffentlichung Sharada (1942) wurde. Zu seinen regelmäßigen Mitarbeitern gehörte der Komponist Naushad. Seinen größten Erfolg hatte Kardar 1946 mit dem Kostümdrama Shahjehan und dem Filmstar Kundan Lal Saigal in seiner letzten Rolle. Der Set Designer M. R. Achrekar und der Liedtexter Majrooh Sultanpuri legten in dieser Kardar-Produktion jeweils ihre erste Filmarbeit ab.
Mit dem Raj-Kapoor-Film Dastaan (1950) begann Kardar eine Reihe von leichten Musicals, darunter auch Baap Re Baap (1955) mit Kishore Kumar. Nach acht Jahren Pause versuchte Kardar 1966 mit Dil Diya Dard Liya ein Comeback, die Regie des Films führte jedoch wohl überwiegend der Hauptdarsteller Dilip Kumar aus.

## Filmografie

### Regisseur
- 1929: Husn Ka Daku
- 1930: Sarfarosh
- 1930: Safdar Jung
- 1930: Farebi Shahzada
- 1931: Khooni Katar
- 1931: Awara Raqasa
- 1931: Farebi Daku
- 1932: Heer Ranjha
- 1933: Aurat Ka Pyar
- 1934: Chandragupta
- 1934: Sultana
- 1936: Baghi Sipahi
- 1937: Mandir
- 1937: Milap
- 1938: Baghban
- 1939: Thokar
- 1940: Holi
- 1940: Pagal
- 1940: Pooja
- 1941: Swami
- 1942: Nai Duniya
- 1942: Sharada
- 1943: Kanoon
- 1943: Sanjog
- 1944: Pehle Aap
- 1945: Sanyasi
- 1946: Shahjehan
- 1947: Dard
- 1949: Dillagi
- 1949: Dulari
- 1950: Dastaan
- 1951: Jadu
- 1952: Diwana
- 1953: Dil-e-Nadaan
- 1955: Baap Re Baap
- 1955: Yasmin
- 1958: Do Phool
- 1966: Dil Diya Dard Liya
- 1975: Mere Sartaj

### Schauspieler
- 1929: Husn Ka Daku
- 1929: Heer Ranjha
- 1931: Khooni Katar
- 1931: Kismet Ki Hera Pheri
- 1933: Abe Hayat
- 1934: Seeta